# 華千涵
華千涵 （1989年4月10日—），台灣女藝人，畢業於國立台灣戲曲學院京劇學系。2007年受美國紐奧良市政府邀請參訪表演。2016年主演VR電影《虛擬情人2》 。

## 演出作品

### 電影
| 年份   | 劇名          | 飾演 | 備註 |
| 2016年 | 《虛擬情人2》 | 艾米 | 女一 |
| 2017年 | 《虛擬情人3》 | 艾米 | 女一 |

### 電視劇
| 年份   | 頻道       | 劇名                                       | 角色          |
| 2013年 | 民視       | 廉政英雄                                   | 王美芳        |
| 2014年 | 民視       | 龍飛鳳舞                                   | 金秀芬        |
| 2015年 | 民視       | 嫁妝                                       | 謝婷婷        |
| 2016年 | 民視       | 阿不拉的三個女人                           | 葉秀蘭        |
| 2016年 | 民視       | 我的老師叫小賀                             | 曹念華        |
| 2016年 | 民視       | 春花望露                                   | 李萱萱        |
| 2016年 | 華視       | 莒光園地 精神戰力週-深陷迷『網』、速則不達 | 王實芬        |
| 2017年 | 華視       | 莒光園地 保防單元劇-激將                   | 趙麗          |
| 2018年 | 公視       | 人生劇展-登台                              | 大嫂          |
| 2018年 | 愛奇藝     | 人間規則                                   | 王提莫        |
| 2020年 | 三立台灣台 | 天之驕女                                   | 李雨菲        |
| 2021年 | 大愛電視台 | 阿良的歸白人生                             | 謝舒亞        |
| 2022年 | 大愛電視台 | 天下第一招                                 | 楊美英        |
| 2022年 | 三立台灣台 | 一家團圓                                   | 王千涵        |
| 2023年 | 三立台灣台 | 天道                                       | 廖萌姿        |
| 2024年 | 三立台灣台 | 願望                                       | 周珍妮(Jenny) |

## 京劇演出
- 2004 代表台灣青年訪問團赴美國及聖文森巡迴表演
- 2004 夏威夷中文教育與美中協會夏威夷巡迴演出
- 2004 於明尼蘇達州私立BRECK學校演出並參與電視台訪問
- 2004 於路易斯安那州巴魯頓治市高中進行訪問表演
- 2004 於紐奧良市Loyola 及Newman 學校京劇表演
- 2004 代表台灣青年訪問團爲聖文森總理演出
- 2005 赴澳洲墨爾本奧林匹克聽障奧運揭幕表演
- 2005 受扶輪社邀請參加扶輪社100週年慶代表中華藝術於圓山大飯店表演
- 2005 亞太藝術彩街表演活動
- 2006 全國大專院校運動大專院校開幕演出
- 2006 雙十國慶總統府前演出
- 2007 再次代表台灣青年訪問團赴美國巡迴演出
- 2007 受紐奧良市政府邀請參訪表演
- 2006全國大專院校運動大會開幕演出表演

### MV
- 2019年 呂方《最後的祝福》

## 主持節目
- 民視《一起來運動》主持人
- 東森美洲電視《東森新人王》主持人
- 2019貢寮海洋音樂祭

## 獲獎
| 年份 | 獎項                                           |
| ---- | ---------------------------------------------- |
| 2016 | 「舞力全開明星舞王舞后爭霸賽年度總決賽」第三名 |

## 綜藝節目
- 民視 舞力全開
- 民視 綜藝大集合
- 中天娛樂台 天天樂財神
- 中天娛樂台 真的？假的

## 廣告
- 桃園新福利政策公益廣告
- 2017台北電影節宣導短片
- 2020交通部觀光局X高雄市府觀光局-六龜宣傳影片

## 外部連結
- 華千涵的Facebook專頁
- 華千涵的Instagram帳戶
- 麥子娛樂公司 介紹華千涵資訊